# حالت ترمودینامیکی
حالت ترمودینامیکی :
حالت ترمودینامیکی به شاخص از ماده در یک سیستم باز یا بسته را حالت ترمودینامیکی گفته می شود. که با مشخص شدن دو پارامترهای زیر می توان بقیه مقادیر را به دست اورید.
لیستی از پارامترهای حالت ترمودینامیکی:
- چگالی
- انرژی
- انرژی آزاد هلمولتز
- انرژی آزاد گیبس
- آنتالپی
- انرژی درونی
- جرم
- فشار
- آنتروپی
- دما
- حجم
- مقدار هر عنصر در یک واکنش شیمیایی بر حسب مول یا تعداد مولکول {\displaystyle n_{i}}.

## منبع
- مشارکت‌کنندگان ویکی‌پدیا. «Thermodynamic state». در دانشنامهٔ ویکی‌پدیای فارسی، بازبینی‌شده در ۱۱ نوامبر ۲۰۲۲.